# Етеренсиби
Етеренсиби (фр. Estérençuby) насеље је и општина у југозападној Француској у региону Аквитанија, у департману Атлантски Пиринеји која припада префектури Бајон.
По подацима из 2011. године у општини је живело 357 становника, а густина насељености је износила 7,78 становника/km². Општина се простире на површини од 45,87 km². Налази се на средњој надморској висини од 589 метара (максималној 1.347 m, а минималној 219 m).

## Демографија
| 1962. | 1968. | 1975. | 1982. | 1990. | 1999. | 2011. |
| ----- | ----- | ----- | ----- | ----- | ----- | ----- |
| 530   | 503   | 512   | 457   | 427   | 382   | 357   |

График промене броја становника у току последњих година